# Ratpenat llistat de São Paulo
El ratpenat llistat de São Paulo (Chiroderma doriae) és una espècie de ratpenat de la família dels fil·lostòmids. El nom científic honra al naturalista italià Giacomo Doria. Viu al Brasil i Paraguai. El seu hàbitat natural resideix en una gran varietat d'hàbitats com els boscos primaris i secundaris, petits fragments forestals i zones cultivades, però fins i tot, se n'ha trobat en àrees urbanes. No hi ha cap amenaça significativa per a la supervivència d'aquesta espècie, tot i que està afectada per una àrea geogràfica restringida i l'aparició en els hàbitats sota pressió antropogènica severa (p.e., el bosc atlàntic).